# Métal argenté

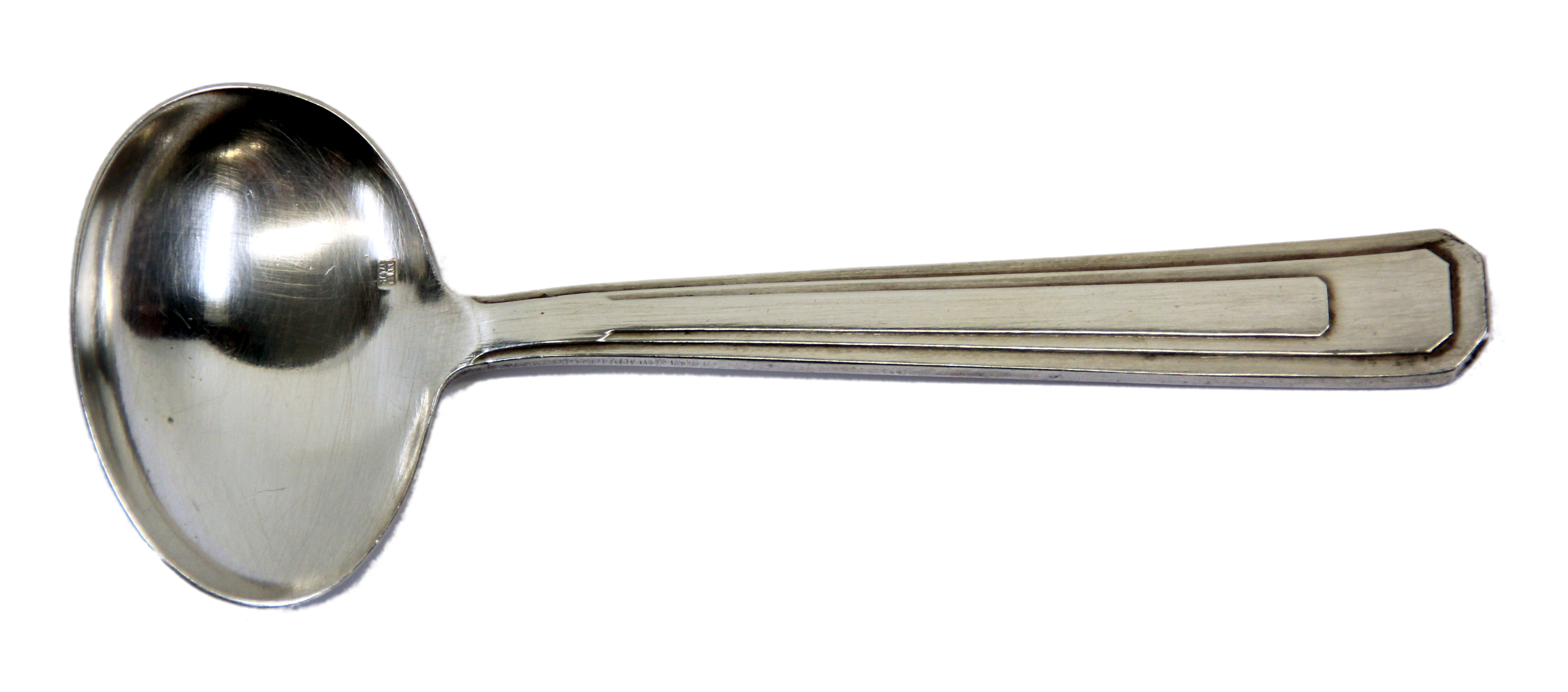
Cuillère pour bébé Art déco en métal argenté.

Le métal argenté est une technique d'orfèvrerie consistant à déposer une couche d'argent (souvent par galvanoplastie) sur un métal constituant l'âme d'un objet, d'abord du bronze puis du maillechort. 
Cette technique est principalement utilisée pour fabriquer à moindre coût des objets traditionnellement en argent, l'argenterie, en particulier les services de tables, les chandeliers et les crucifix d'autels, etc.
Le terme « métal argenté » désigne également les objets réalisés avec cette technique (« une ménagère en métal argenté »).

## Histoire
- « Au XVIIIe siècle, on utilisait le plaqué dit aussi doublé[réf. souhaitée] »
- « Actuellement, on argente et on dore par électrolyse, brevet déposé simultanément en 1840 par le Français Henri de Ruolz (1808[Note 1]-1887) et l'Anglais Henry Elkington (1801-1865), vendu en 1842 à Charles Christofle (1805-1863) qui mit au point le procédé avec son neveu et successeur Henri Bouilhet. »[1]